# Al-Zabadani District
Al-Zabadani District (arabiska: منطقة الزبداني) är ett distrikt i Syrien.   Det ligger i provinsen Rif Dimashq, i den sydvästra delen av landet, 28 kilometer nordväst om huvudstaden Damaskus.
Omgivningarna runt Al-Zabadani District är i huvudsak ett öppet busklandskap. Runt Al-Zabadani District är det ganska tätbefolkat, med 75 invånare per kvadratkilometer.